# Strumienno, West Pomeranian Voivodeship
Strumienno [struˈmjɛnnɔ] (Syringe trong tiếng Đức) là một ngôi làng thuộc khu hành chính của Gmina Bierzwnik, thuộc hạt Choszczno, West Pomeranian Voivodeship, ở phía tây bắc Ba Lan. Nó nằm khoảng 4 kilômét (2 mi) phía đông Bierzwnik, 26 km (16 mi) về phía đông nam của Choszczno, và 87 km (54 mi) về phía đông nam của thủ đô khu vực Szczecin.